# Allgemeines Statistisches Archiv
Das Allgemeine Statistische Archiv, Kurzform AStA, ist eine statistische Fachzeitschrift, die von 1890 bis 2006 veröffentlicht wurde.

## Geschichte
Die Zeitschrift Allgemeines Statistisches Archiv (AStA) wurde 1890 von Georg von Mayr gegründet. Nach der Gründung der Deutschen Statistischen Gesellschaft im Jahr 1911 wurde das AStA zu einem Publikationsorgan dieser Gesellschaft. 
Herausgeber der Zeitschrift waren
- Georg von Mayr (1890–1914)
- Friedrich Zahn (1914–1944)
- Karl Wagner (1949–1960)
- Willi Hüfner (1961–1972)
- Heinz Grohmann (1973–1980)
- Horst Rinne (1981–1997)
- Karl Mosler (1998–2004)
- Wilfried Seidel (2005–2006)

Von 1970 bis 1999 erschienen unregelmäßig insgesamt 34 Sonderhefte zum Allgemeinen Statistischen Archiv.

## Nachfolgezeitschriften
Das AStA erschien bis 2006 und wurde mit dem Jahr 2007 durch zwei Nachfolgezeitschriften abgelöst. 
- Das AStA – Wirtschafts- und Sozialstatistisches Archiv[6] behandelt Themen aus der Wirtschafts- und Sozialstatistik und zur gesellschaftlichen Relevanz der Statistik.
- Das AStA – Advances in Statistical Analysis[7] ist der Theorie und den Methoden der Statistik gewidmet.